# Oswaldia vesana
Oswaldia vesana är en tvåvingeart som först beskrevs av Robineau-desvoidy 1863.  Oswaldia vesana ingår i släktet Oswaldia och familjen parasitflugor.
Artens utbredningsområde är Frankrike. Inga underarter finns listade i Catalogue of Life.